# ドイツ連邦軍協会
ドイツ連邦軍協会（ドイツれんぽうぐんきょうかい、ドイツ語：Deutscher Bundeswehrverband、略称：DBwV）は、ドイツ連邦軍の現役および退役将兵とその家族ならびに遺族で構成される労働組合（軍隊組合）の一種。自称としては労働組合ではなく「兵士のための利益代表」であるとしている。200,000人以上の会員を擁する団体である。2008年4月に同協会はボンおよびベルリンに本部を置く。

## 概要
ドイツ連邦軍協会はその活動に当たり法人格を持つ独立した最高代表組織として、ドイツ軍隊の一般的理想、社会的そして職業的利益を追求する。連邦軍文民職員、これらと同等の防衛訓練参加者、家族および遺族、議会、政府、企業および市民にその業務を提供している。そしてドイツ連邦軍協会は前記の関係者から会員を獲得している。ドイツ連邦軍協会の会員資格は任意である。協会は政治的にも実質的に独立し業務と請求権について会員を代表する。

## 歴史
当時、建軍間もない西ドイツ陸軍では急速に軍備拡大が進んでおり、兵士たちの住環境や装備は不足しており、部隊編成は難航していた。このような状況下で訓練中にある隊員の死亡事故が発生した。この死亡事故調査を担当したカール＝テオドール・モリナリ陸軍中佐は事故が起きた環境に問題があるとした調査結果を提出する。また、事故後の遺族への支援も不備であり連邦国防省に改善を複数回に渡り進言をしたが聞き入れられず、自分たちを守る組織が必要であるとの結論に至った。そして、ドイツ連邦軍協会は1956年7月14日にムンスター駐屯地にある第4管理事務棟で発足する。結成メンバーは士官23人、下士官25人そして兵卒7人の合計55人であった。ドイツの歴史上、全階級の将兵が共通の利益関係の下で団結した。発足に当たっては冷戦の只中にあったため、左翼的な「労働組合」の様なものを国防当局や世間一般に連想させないように細心の注意が払われた。ドイツ連邦軍は協会結成の前年に創設されている。代表にはカール＝テオドール・モリナリが選ばれた。
既存の類似団体には「ドイツ兵士連合（VdS）」があり、後にドイツ連邦軍協会が現役将兵の、ドイツ兵士連合は予備役将兵を代表することになる。
軍首脳部により協会は公式に認められる。ヨーゼフ・ルスト国防次官（Joseph Rust）により「いかなる形でも政治問題を扱ってはならない」との条件付で協会による会合に兵舎の使用許可が下りた。また、協会活動に専任で従事する会員は通常服務からの免除が認められた。1956年12月1日から協会月刊誌である「連邦軍（Die Bundeswehr）」が発行される。1957年5月28日と29日にケルンにて開催された総会にてカール＝テオドール・モリナリが会長に承認される。1959年12月までの会員は50,000人にまで増加している。
冷戦末期、ドイツ民主共和国の政治改革により全ての戦略環境が一変し、ドイツ連邦軍協会もまた変革を迫られる。1990年初めには国家人民軍内にて「国家人民軍職業軍人連合会（VBS）」が発足した。しかし、国家人民軍職業軍人連合会は実効性を発揮する前に徒労に終わってしまった。その後、ドイツ連邦軍協会はドイツ軍部隊配備後に東部地域で個々に協会を設立し、新設された連邦州ごと6つの地区に整理された。新しい協会の初会合は1991年4月3日から5日までマクデブルクで開催された。地域事務所はベルリンにも置かれ、同時に連邦首都と協会の連絡拠点ともなった。

## ヨーロッパでの役割
ドイツ連邦軍協会では、ドイツ国外に展開中の兵士による結社の自由を例外対象としている。北大西洋条約機構加盟国の内数カ国は兵士の結社の自由を禁止している。ドイツ連邦軍協会はヨーロッパ加盟24カ国と36の団体が集まる欧州軍人協会機構（EUROMIL）に加盟している。さらにドイツ連邦軍協会はドイツ欧州運動の会員である。

## 組織
ボンとベルリンに協会本部を置き、5つの地方事務所がある。協会本部と地方事務所（4つの地方協会）は約180人の専従職員を擁し、約900個部隊に所属している協会会員の各種問題を処理している。
1999年以降、ベルリンに第二本部が置かれる。

## 歴代会長
| 氏名                                                               | 期間            | 備考 |
| ------------------------------------------------------------------ | --------------- | ---- |
| カール＝テオドール・モリナリ de:Karl-Theodor Molinari              | 1956年 - 1963年 |      |
| ローター・ドームローゼ Lothar Domröse                              | 1963年          | 暫定 |
| フリードリヒ・ヴォルフガング・カイリーク Friedrich Wolfgang Keilig | 1963年 - 1967年 |      |
| ハインツ・フォラント Heinz Volland                                 | 1967年 - 1985年 |      |
| ロルフ・ヴェンツェル Rolf Wenzel                                   | 1985年 - 1993年 |      |
| ベルンハルト・ゲルツ de:Bernhard Gertz                             | 1993年 - 2008年 |      |
| ウルリッヒ・キルシュ de:Ulrich Kirsch                              | 2009年 -        |      |